# Línguas iroquesas

Onde as línguas iroquesas são faladas: Geórgia, Tennessee, Virgínia, Pensilvânia, Carolina do Norte, Maryland (Marilândia), Pensilvânia, Ontário e Quebec

A família de línguas iroquesas é constituída por 16 línguas norte-americanas faladas nos Grandes Lagos, região que compreende os estados americanos de Michigan, Wisconsin, Minnesota, Illinois, Indiana, Ohio, Pensilvânia e a província canadense do Ontário.